# Пиау
Пиау (порт. Piau) — муниципалитет в Бразилии, входит в штат Минас-Жерайс. Составная часть мезорегиона Зона-да-Мата. Входит в экономико-статистический микрорегион Жуис-ди-Фора. Население составляет 2998 человек на 2006 год. Занимает площадь 191,378 км². Плотность населения — 15,7 чел./км².
Праздник города —  12 декабря.

## История
Город основан 22 июля 1868 года. 

## Статистика
- Валовой внутренний продукт на 2003 год составляет 16 726 880,00 реалов (данные: Бразильский институт географии и статистики).
- Валовой внутренний продукт на душу населения на 2003 год составляет 5571,91 реалов (данные: Бразильский институт географии и статистики).
- Индекс развития человеческого потенциала на 2000 год составляет 0,732 (данные: Программа развития ООН).